# 2018 في الجزائر
تحتوي هذه المقالة على أهم الأحداث التي شهدتها الجزائر في 2018، إضافة إلى أهم الشخصيات الجزائرية المتوفية في هذه السنة.

## الحكم
- رئيس الجمهورية الجزائرية: عبد العزيز بوتفليقة.
- رئيس الحكومة: أحمد أويحيى.

## الأحداث

### مارس
- 7 مارس: انعقاد الدورة ال35 لمجلس وزراء الداخلية العرب.

### أبريل
- 11 أبريل: حادث طائرة القوات الجوية الجزائرية.

## مقالات ذات صلة
- 2018 في مصر